# Graphium sichuanica
Graphium sichuanica är en fjärilsart som först beskrevs av Satoshi Koiwaya 1993.  Graphium sichuanica ingår i släktet Graphium och familjen riddarfjärilar. Inga underarter finns listade i Catalogue of Life.